# ザ・ビートルズ: Get Back
『ザ・ビートルズ: Get Back』（英: The Beatles: Get Back）は、イギリスのロックバンド、ビートルズが1969年1月に行った、いわゆる「ゲット・バック・セッション」の模様を記録した60時間に及ぶフィルムと150時間もの音声テープから、ピーター・ジャクソンによって新たに制作された全3部構成、合計約8時間の長編ドキュメンタリー映画である。
2021年11月25日から3日連続でDisney+で配信公開された。2022年7月12日、3枚組のブルーレイ版、DVD版が発売された（日本は7月13日発売）。

## 制作に至る経緯
2016年、映画『ザ・ビートルズ〜EIGHT DAYS A WEEK - The Touring Years』の製作を終えたアップル・コアは、VR（仮想現実）やAR（拡張現実）を取り入れたビートルズの新たな展示イベントの可能性を検討していた。そのためCEOのジェフ・ジョーンズと制作ディレクターのジョナサン・クライドは、ドキュメンタリー映画の制作に必要な映像を入手するためにロンドンに滞在していたジャクソンから知恵を借りようと面談した。その席上、熱心なビートルズファンであったジャクソンから映画『レット・イット・ビー』に使用されなかった映像の所在を尋ねられ、『レット・イット・ビー』公開50周年に向けて、新たなドキュメンタリー映画制作の企画が進行中であることを明かした。それを聞いたジャクソンは、自ら監督をしたいと名乗りを上げた。その場ではいったん断ったものの、結局フィルムの閲覧を許した。ジャクソンは約1週間、アップルのオフィスに通って全ての映像を見ると、これまで『レット・イット・ビー』に抱いていたネガティブなイメージとは全く違うものがそこにあることを知り、全く新しいドキュメンタリーを制作することを目指すことにした。制作を進めるためにはビートルズのメンバー自身が抱いているネガティブなイメージを払拭することが必要だった。2017年12月、ニュージーランドで行われたミーティングで ポール・マッカートニーに未公開映像を見せながら説明し、その後ロサンゼルスでリンゴ・スターにも説明することで新たな映画の制作を納得させることができた。

## 修復作業
16mmフィルムに残された50年以上経過した映像は当然のごとく退色していた。しかしジャクソンは自身が2018年に監督した第一次世界大戦のドキュメンタリー映画『彼らは生きていた』制作時に、約100年前の映像を修復するために開発したソフトウェアなどを活用し、まるで昨日撮影したかのような鮮やかな映像に復元した。
一方、モノラル録音された音声は会話と楽器の音が重なり合い、聞き取りづらい部分が多かった。そこで、AIを用いた機械学習プログラム「MAL (Machine Audio Learning)」を新たに開発した。これはギターの音、ドラムの音、メンバーそれぞれの声などをAIに学習させ、特定の人の声や特定の楽器の音だけを取り出すシステムである。これにより会話と楽器の音を分離することに成功した。

## 公開までの紆余曲折
いわゆる「ルーフトップ・コンサート」から50年にあたる2019年1月30日に「ゲット・バック・セッション」の未公開映像と音声を素材とした新作映画の製作が発表された。この時点ではタイトルも公開日も未定であった。合わせて映画『レット・イット・ビー』のレストア版も公開予定であることが明かされた。
2020年3月11日には配給権をウォルト・ディズニー・スタジオが獲得したこと、タイトルが『ザ・ビートルズ: Get Back』であること、9月4日にアメリカとカナダで先行上映されることが発表された。
しかし新型コロナウイルス感染症（COVID-19）の世界的流行の影響で、ディズニーは年内の公開は難しいと判断し、6月12日に1年延期することを発表した。この時点で劇場公開日は2021年8月27日に設定された。12月21日には約5分間にわたる先行特別映像が公開された。
ところが2021年6月17日になって突如、公開形態と公開日の変更が発表された。これまで告知されていた劇場での公開から定額制動画配信サービスDisney+による全3部・合計6時間に及ぶ動画配信へ変更と、11月25日からの配信が告知された。

## 公開
配信開始に先立ち、11月16日にロンドンのシネ・ワールド・エンパイア・シアターで、18日にはロサンゼルス・ハリウッドのエル・キャピタン・シアターで、ジャクソンによって約100分にまとめられた特別版がプレミア上映された。
11月25日に予定通りPart 1（第1部）の配信が始まった。翌26日にはPart 2（第2部）が、27日にはPart 3（第3部）の配信が始まったが、実際は合計7時間50分におよぶものになった。これはジャクソンが将来のソフト化に備えてボーナス映像として用意していたことにディズニー側が難色を示したため、急遽本編に追加したのが要因であった。

## 受賞
2022年9月3日、第74回プライムタイム・クリエイティブ・アーツ・エミー賞の授賞式が行われ、ジャクソンは、マッカートニー、スター、オノ、ハリスン、プロデューサーのオルセン、クライドと共に「連続ドキュメンタリー / ノンフィクション番組部門」を受賞した。ジャクソンは「ドキュメンタリー / ノンフィクション番組の優秀監督賞」も受賞し、さらに『ザ・ビートルズ：Get Back』は「映像編集賞 ノンフィクション部門」「音響編集賞 ノンフィクション部門（シングルまたはマルチカメラ）」「音響賞 ノンフィクション / リアリティ番組部門（シングルまたはマルチカメラ）」も受賞した。

## ザ・ビートルズ: Get Back (Rooftop Performance)
2022年1月5日になって『ザ・ビートルズ: Get Back』内で公開されていた「ルーフトップ・コンサート」の全編を含む約65分にまとめられ映像『ザ・ビートルズ: Get Back (Rooftop Performance)』を劇場公開することが発表された。
2022年1月30日にロンドンと全米のIMAXシアターで1日限定上映されると、その後世界各国でも期間限定で公開された。